# Bogdan Istru
Bogdan Istru, pseudonimul lui Ion Bădărău (în rusă Ivan Bodarev) (n. 31 martie/13 aprilie 1914, satul Pistruieni, raionul Telenești — d. 25 martie 1993, Chișinău) a fost un poet din Republica Moldova.

## Biografie
A absolvit Școala Normală „Vasile Lupu” din Iași în anul 1931, după care a lucrat ca învățător. A început să publice începând din anul 1932 cântece populare, snoave și ghicitori înregistrate la țară în ziarul "Cuvânt moldovenesc". Tot atunci a inceput a scrie poezii. Până la ocuparea Basarabiei de către URSS în anul 1940, el publicase deja două volume, ambele pomenite de George Călinescu în "Istoria literaturii române de la origini până în prezent". Marele critic literar îl caracterizează astfel pe Bogdan Istru: După experiențe barbiene, a trecut la maniera lui Arghezi, în care își dibuie mai sigur nota sa originală constând într-o sălbatică năvală de umbre .
În perioada războiului și în anii postbelici, a devenit membru al PCUS în 1947 și s-a făcut remarcat prin versuri închinate Partidului Comunist, prin ciclul de poezii despre canalul Volga-Don, transformarea socialistă din Moldova, lupta oamenilor împotriva invadatorilor fasciști, imagini de eroi contemporani în poeme ca Vocea Patriei (1946), Pohoarnele (1947), La frunte (1951), Drumul prin lume (1953), Primăvară în Carpați (1955), De la țărm la țărm (1958), Tatar-Bunar (1976) ș.a. Împreună cu Liviu Deleanu, a tradus imnul URSS în „limba moldovenească”. Versurile sale au fost traduse în limbile popoarele din URSS și în alte limbi străine.
Bogdan Istru s-a afirmat în paralel și ca un liric sincer și profund, îndeosebi în cartea Popasuri (1989). Poeziile reprezentative ale scriitorului au fost reeditate în volumul Pasărea albastră (1991).
Bogdan Istru a fost distins cu Premiul de Stat al Republicii Moldova (1976) pentru poezia "Tatar-Bunar", despre Răscoala de la Tatar-Bunar din 1924. În anul 1984, a fost ales ca membru corespondent al Academiei de Științe a Moldovei. A fost decorat cu 2 medalii sovietice. În 1988, s-a aflat printre semnatarii Scrisorii celor 66, care cerea revenirea la alfabetul latin și denumirea oficială de "limba română", în locul așa-numitei limbi moldovenești.

## Lucrări publicate
- Blestem (Chișinău, 1937)
- Moartea vulturului (Chișinău, 1938)
- Drumuri spre lumină (1949)
- Poeme (Chișinău, 1958)
- Într-un ceas bun (Moscova, 1959)
- Poezii (Moscova, 1964)
- Versuri (Editura Cartea Moldovenească, Chișinău, 1966) - în limba rusă
- Poeme (Editura Literatura artistică, Chișinău, 1979)
- Popasuri (Editura Literatura artistică, Chișinău, 1989)
- Pasărea albastră (Editura Hyperion, Chișinău, 1991)